# Universitat de Viena
La Universitat de Viena (en alemany Universität Wien) va ser fundada el 1365 per Rodolf IV d'Habsburg i des de llavors és anomenada Alma mater Rudolphina. És la universitat més gran d'Àustria i la més antiga dels estats de parla alemanya. Va ser el bressol de l'Escola Austríaca d'Economia i està associada amb setze premis Nobel i llar de molts estudiosos d'importància històrica i acadèmica.

## Rànquings
- Al Rànquing de Xangai de 2023 la universtat està classificada en el lloc 101-150 del món[1] i en el 1r lloc d'Àustria.[2]
- Al CWTS Leiden Ranking de 2024 està classificada en el lloc 354 del món i en el 2n lloc d'Àustria.[3]
- Al QS World University Rankings de 2025 està classificada en el lloc 127 del món i en el 15 d'Europa.[4]
- Al Times Higher Education Ranking de 2024 està classificada en el lloc 119 del món.[5]
- Al U.S. News & World Report Best Colleges Ranking de 2024 està classificada en el lloc 215 del món, en el lloc 81 d'Europa i en el 2n lloc d'Àustria.[6]

## Història

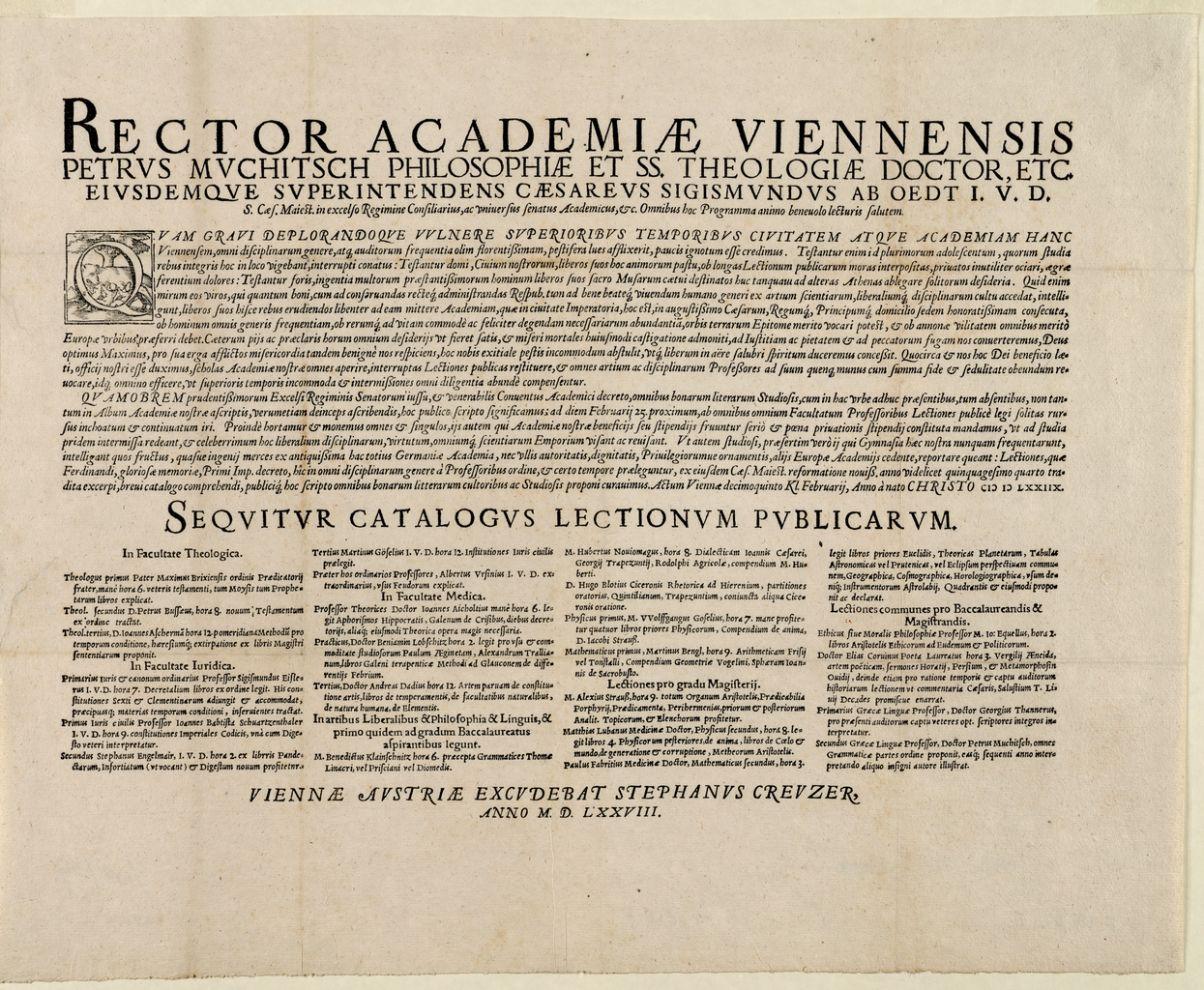
Proclama d'obertura anterior al trimestre acadèmic de 1578

### Edat Mitjana a la Il·lustració
La universitat va ser fundada el 12 de març de 1365 per Rodolf IV, duc d'Àustria, d'aquí el nom Alma Mater Rudolphina. Després de la Universitat Carolina de Praga i la Universitat Jagellònica de Cracòvia, la Universitat de Viena és la tercera universitat més antiga d'Europa Central i la universitat més antiga del món de parla alemanya. Tanmateix, el papa Urbà V no va ratificar l'escriptura de fundació, que havia estat sancionada per Rodolf IV, concretament en relació al departament de teologia. Això es degué presumiblement a la pressió exercida per Carles IV, emperador del Sacre Imperi Romanogermànic, que volia evitar la competència per la Universitat Carolina de Praga.
Més tard, el papa va concedir una dotació a la universitat el 1365, mentre que finalment es va rebre l'assentiment papal el 1384. Això va fer que la Universitat de Viena i la seva Facultat de Teologia Catòlica se'ls atorgués l'estatus d'universitat de ple dret. El primer edifici universitari es va obrir l'any 1385. Es va convertir en la universitat més gran del Sacre Imperi Romanogermànic, i durant l'arribada de l'Humanisme a mitjans del segle XV tenia més de 6.000 estudiants.
En els seus primers anys, la universitat tenia una estructura en part jeràrquica, en part cooperativa, en la qual el rector estava al capdavant. Els Magister i els Doctors constituïen les quatre facultats i elegien els funcionaris acadèmics d'entre les seves files. Els estudiants, però també la resta de Supposita (membres universitaris), estaven dividits en quatre Nacions Acadèmiques. Els seus membres electes de la junta, majoritàriament els mateixos graduats, tenien dret a escollir el rector, que presidia el Consistori, que incloïa els procuradors de cadascuna de les nacions i els degans de facultats, així com l'Assemblea Universitària, en la qual participaven tots els professors universitaris. Les queixes o apel·lacions contra les decisions del professorat per part dels estudiants havien de ser presentades per un Magister o Doctor.

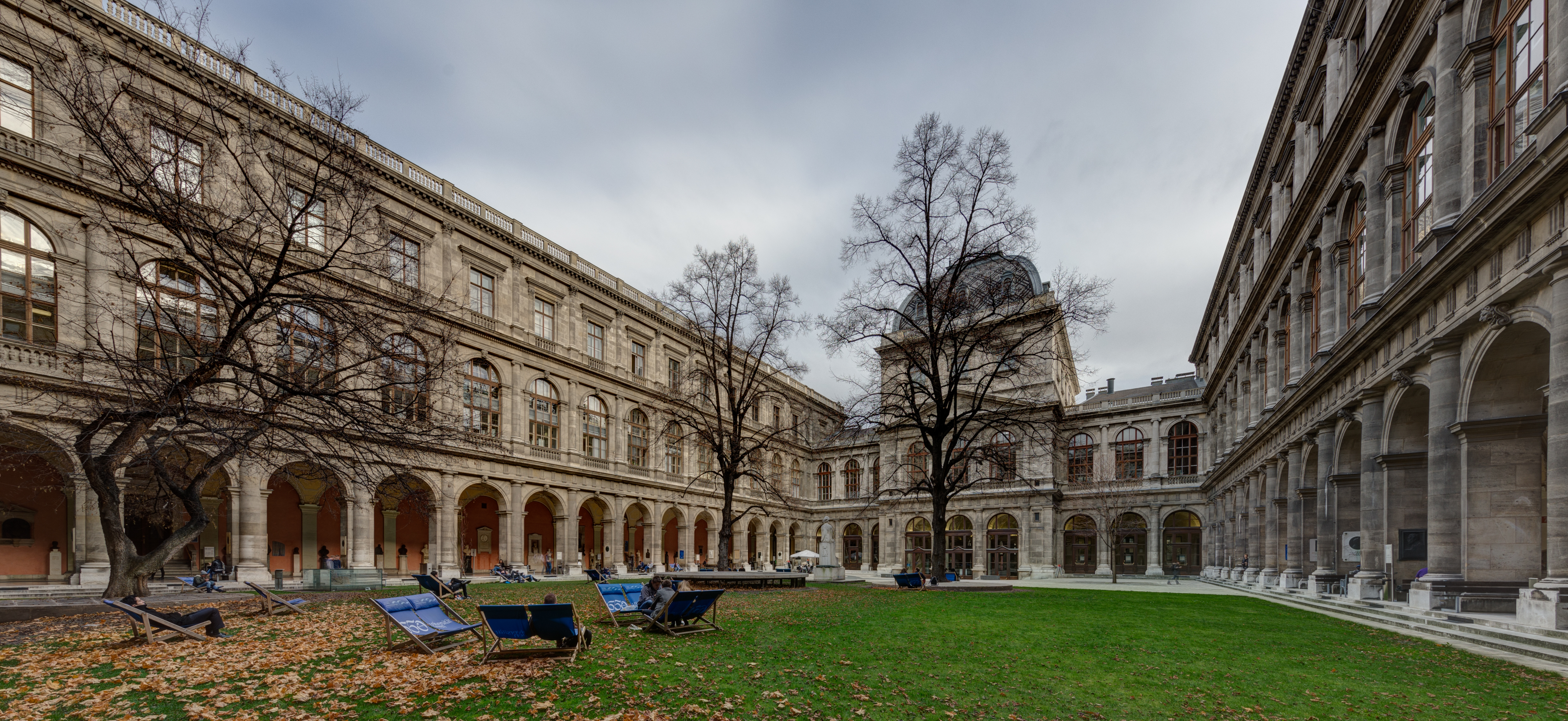
El pati (arkadenhof) de l'actual edifici principal, construït entre 1877 i 1884

Considerada una institució papal, la universitat va patir un revés durant la Reforma. A més, les epidèmies, l'estancament econòmic i el primer setge de Viena per part de les forces otomanes van tenir efectes devastadors a la ciutat, provocant un fort descens de les matrícules. Per a l'emperador Ferran I, això significava que la universitat hauria d'estar encara més lligada a l'església, i el 1551 hi va instal·lar l'orde dels Jesuïtes. Amb el pas del temps van sorgir conflictes entre l'escola jesuïta i la universitat. Això va portar l'emperador Ferran II, el 1623, a aprovar una llei que incorporava el Col·legi dels Jesuïtes a la universitat. Va ser només a mitjans del segle XVIII que els jesuïtes van perdre influència sobre la universitat i quan l'emperadriu Maria Teresa va assegurar que la universitat passava sota el control de la monarquia. Més tard, la universitat es centraria en la formació de metges i funcionaris. El seu successor Josep II va continuar amb les seves reformes i va liberalitzar encara més la universitat, abolint la indumentària oficial i permetent que tant protestants com jueus es matriculessin el 1782, a més d'introduir l'alemany com a llengua d'ensenyament obligatòria l'any següent.

### Història moderna

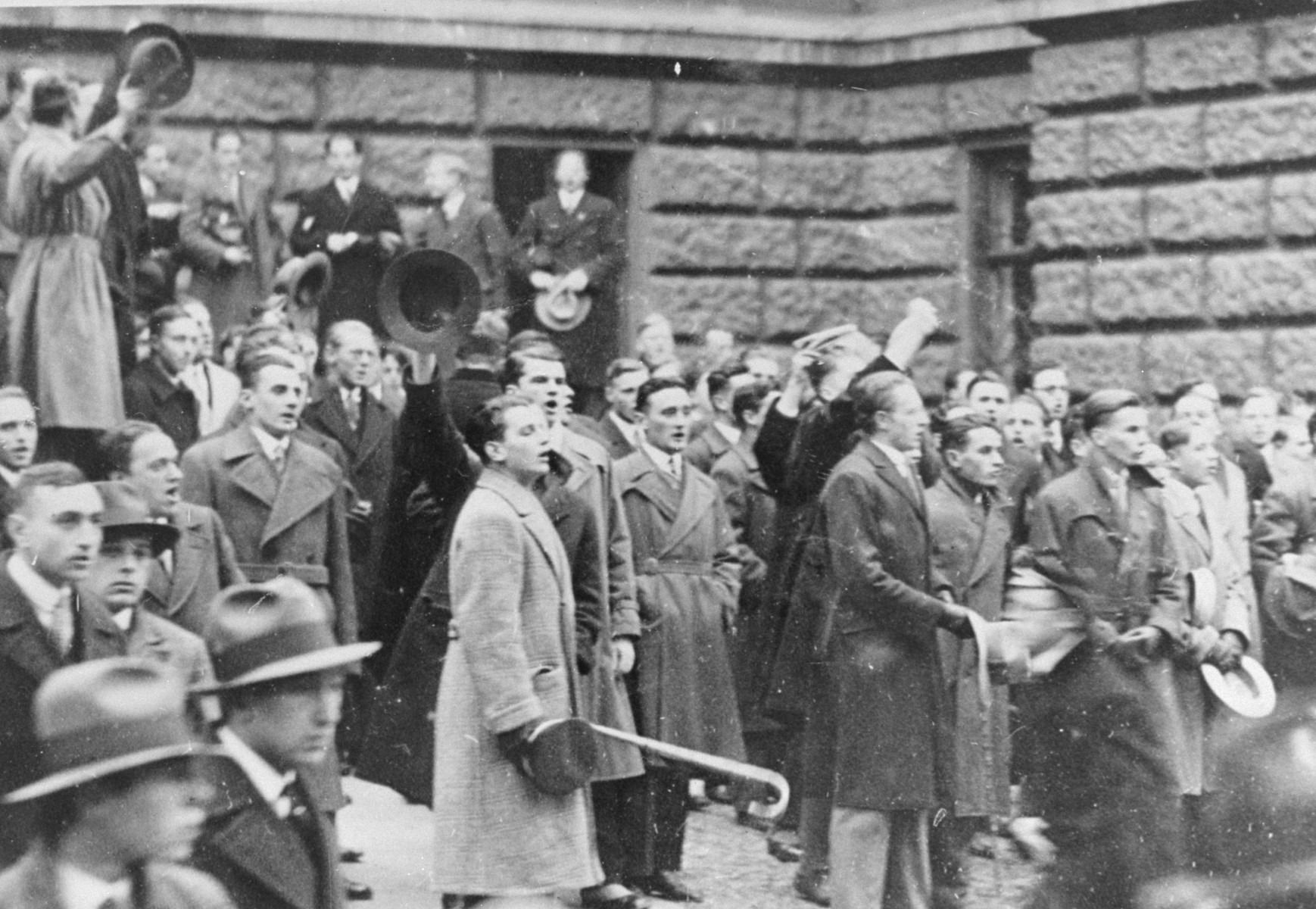
Estudiants es revolten a la Universitat de Viena després d'un intent nazi d'impedir l'entrada dels jueus a la universitat (c. 1938)

Arran de la Revolució de 1848 es van instituir canvis significatius, amb la Facultat de Filosofia ascendint al mateix estatus que Teologia, Dret i Medicina. Dirigit per les reformes de Leopold, comte de Thun i Hohenstein, la universitat va aconseguir un grau més gran de llibertat acadèmica. L'actual edifici principal de la Ringstraße va ser construït entre 1877 i 1884 per Heinrich von Ferstel. L'edifici principal anterior estava situat a prop de la Porta Stuben (Stubentor) a la plaça Iganz Seipel, la seu actual de l'antiga Església de la Universitat (Universitätskirche) i de l'Acadèmia Austríaca de Ciències (Österreichische Akademie der Wissenschaften). Les dones van ser admeses com a estudiants titulars el 1897, encara que els seus estudis es limitaven a Filosofia. Els departaments restants van seguir l'exemple, encara que amb un retard considerable: Medicina el 1900, Dret el 1919, Teologia protestant el 1923 i finalment Teologia Catòlica Romana el 1946. Deu anys després de l'admissió de les primeres estudiants, Elise Richter es va convertir en la primera dona a rebre l'habilitació, convertint-se en professora de llengües romàniques el 1907; també va ser la primera dona professora distingida.
A finals de la dècada de 1920, la universitat estava en constant agitació a causa de l'activitat antidemocràtica i antisemita de parts del cos estudiantil. El professor Moritz Schlick va ser assassinat per un antic estudiant mentre pujava les escales de la universitat. El seu assassí va ser alliberat més tard pel règim nazi. Arran de l'Anschluss, l'annexió d'Àustria a la Gran Alemanya pel règim nazi, el 1938 la Universitat de Viena va ser reformada sota aspectes polítics, i un gran nombre de professors i estudiants van ser acomiadats per raons polítiques i "racials". L'abril de 1945, les forces d'ocupació soviètiques van autoritzar Kurt Schubert, de 22 anys, més tard reconegut doyen dels estudis judaics a la Universitat de Viena, a obrir de nou la universitat per a l'ensenyament, motiu pel qual se'l considera el primer rector no oficial de la postguerra. El 25 d'abril de 1945, però, l'advocat constitucional Ludwig Adamovich va ser elegit rector oficial de la Universitat de Viena.
L'any 1975 es va assolir un gran grau de participació d'estudiants i personal universitari, però les reformes universitàries de 1993 i 2002 van restablir en gran part els professors com els principals prenedors de decisions. No obstant això, també com a part de la reforma del 2002, la universitat, després de més de 250 anys d'estar en gran part sota control governamental, finalment va recuperar plena capacitat jurídica. El nombre de facultats i centres va augmentar a 18, i tota la facultat de medicina es va separar en la nova Universitat de Medicina de Viena.

## Campus

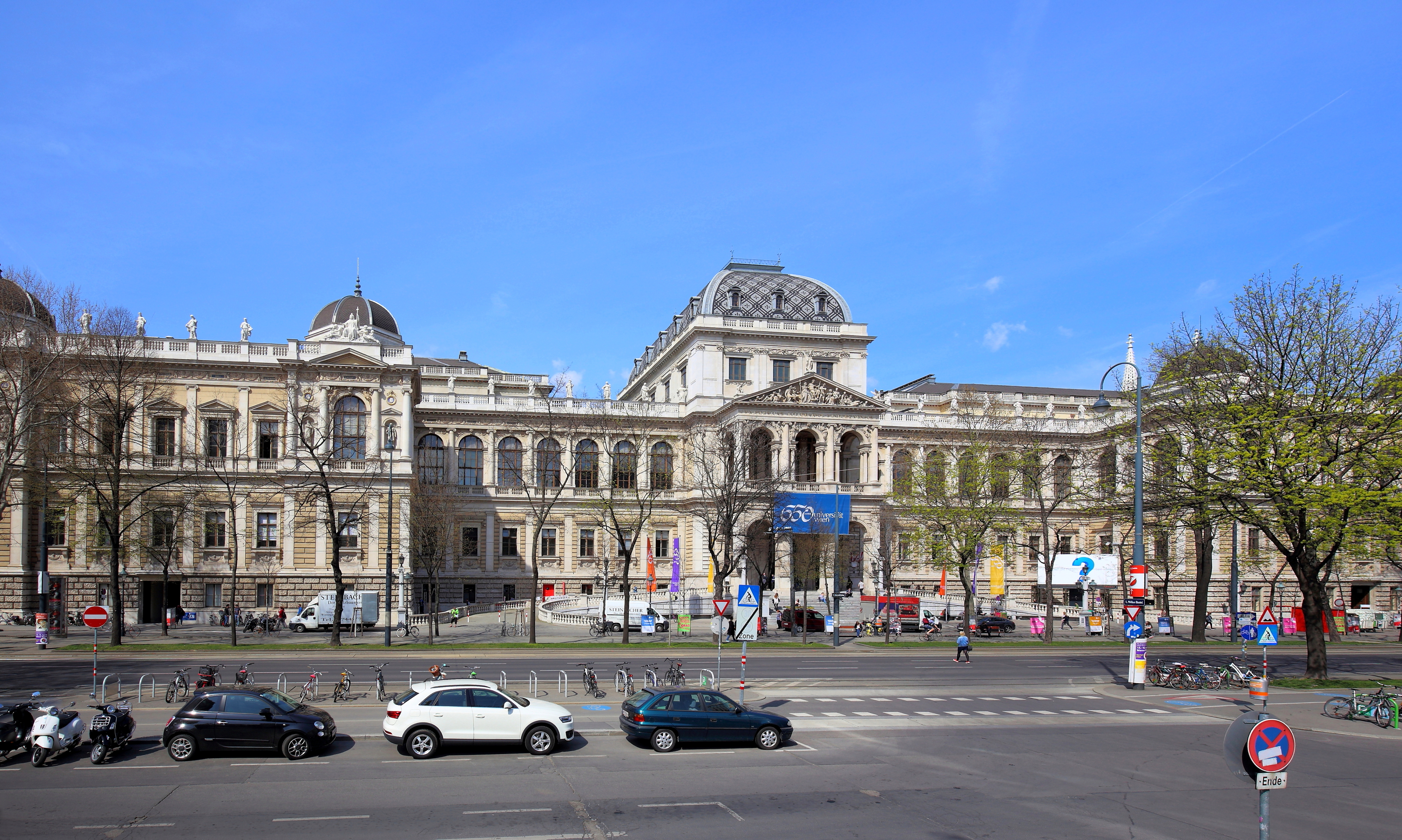
Edifici principal

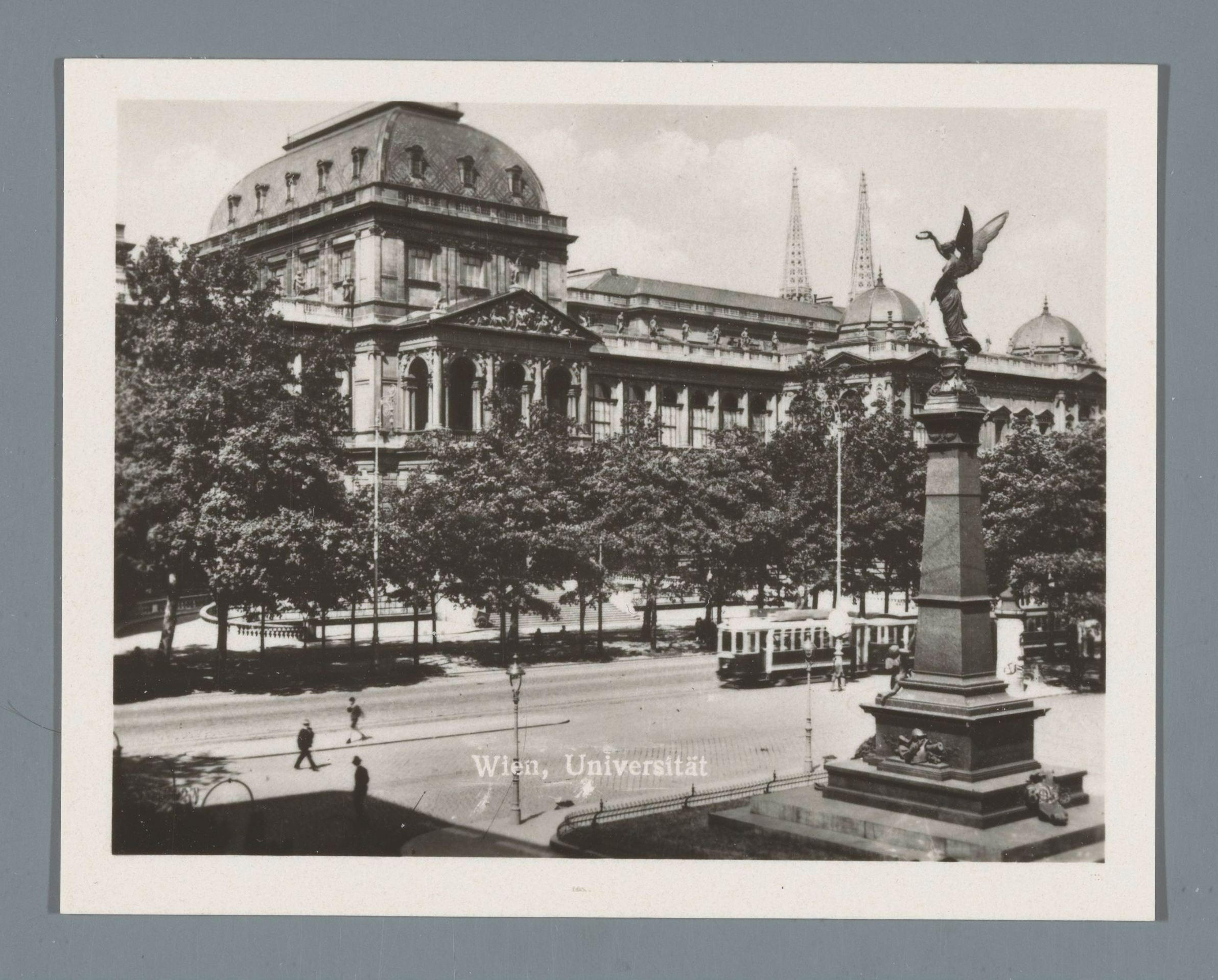
Edifici principal, c. dècada de 1950

La Universitat de Viena no té un sol campus. Històricament, la universitat va començar a funcionar al Primer Districte, prop de l'Església dels Jesuïtes. Ara, les instal·lacions acadèmiques ocupen més de seixanta ubicacions a tota la ciutat de Viena. L'edifici principal històric de la Ringstraße constitueix el centre de la universitat i s'anomena comunament "die Uni". La majoria d'altres instal·lacions universitàries i aules de conferències més grans es troben a prop de l'àrea del primer i novè districte de Viena: l'anomenat nou complex de sala de conferències (Neues Institutgebäude, NIG), el complex d'aula de conferències Althanstraße (UZA), el campus del recinte de l'Hospital General Històric de Viena, la Facultat de Dret (Juridicum) i altres. El Jardí Botànic de la Universitat de Viena es troba al Tercer Districte, igual que el Departament de Bioquímica i els centres de recerca relacionats.
També cal destacar l'Observatori de Viena, que pertany a la universitat, i l'Institut d'Esports Universitaris (USI), que ofereix possibilitats formatives i recreatives a tots els estudiants de la universitat. A més, la Universitat de Viena manté instal·lacions fora de Viena a les províncies austríaques de Baixa Àustria, Alta Àustria i Caríntia. Aquests són principalment departaments d'investigació i experimentals de Biologia, Astrofísica i Esports.

## Organització

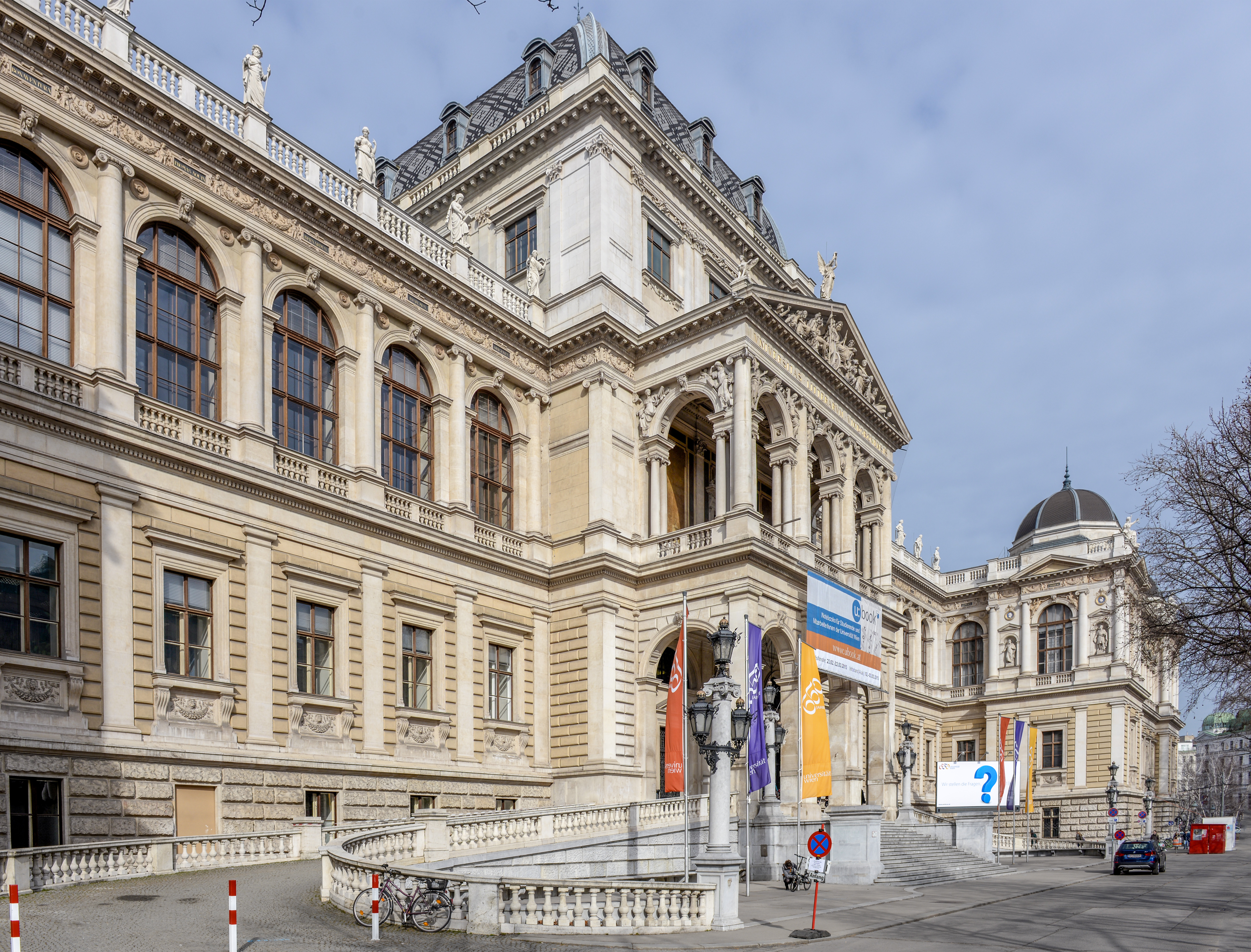
Exterior de l'edifici principal

La Universitat de Viena, com totes les universitats i acadèmies d'Àustria, comptava amb un sistema de representació democràtica. El poder a la universitat es va dividia a parts iguals entre tres grups: estudiants (el grup més gran), professors joves i professors titulars. Tots els grups tenien dret a enviar representants a les juntes, que després votaven gairebé tots els temes. A partir de 2002, el govern d'Àustria, encapçalat pel canceller Wolfgang Schüssel, va reformar el sistema universitari, transformant les institucions en persones jurídiques, però també concentrant el poder en mans dels professors titulars. La reforma també va introduir una junta de governadors i taxes de matrícula, que el 2013 van ascendir a uns 381 € per semestre per als estudiants d'Àustria, la Unió Europea i alguns països no comunitaris, mentre que els estudiants de països desenvolupats fora de la UE solen pagar el doble d'aquesta quantitat. Les reformes també van separar els departaments mèdics en escoles de medicina separades, com la Universitat de Medicina de Viena.

### Programes
Els estudiants de la universitat poden triar entre 181 programes: 55 programes de grau, 110 programes de màster, 3 programes de diplomatura i 13 programes de doctorat. El curs 2013/14, la universitat va concedir 7.745 primers graus (Grau i diplomes), 1.424 màsters i 568 doctorats. La universitat ofereix una sèrie de programes de màster en anglès, incloent economia quantitativa, gestió i finances, ciència-tecnologia-societat, ciències ambientals, programa de màster interdisciplinari en ciències cognitives, màster europeu en salut i activitat física, llengua anglesa i lingüística, literatura i cultura anglòfones, economia i societat d'Àsia oriental, economia, botànica, ecologia i ecosistemes, biologia molecular, ecologia microbiana i immunobiologia, màster europeu en estudis urbans, màster en dret empresarial europeu i internacional, matemàtiques, etc.
Uns 6.900 acadèmics realitzen activitats de recerca i docència a la universitat. D'aquests, aproximadament 1.000 participen activament en projectes finançats per tercers. Els principals camps de recerca de la universitat cobreixen un ampli espectre de matèries: teologia catòlica i protestant, dret, ciències econòmiques i informàtica, estudis filològic-culturals i estudis històric-culturals, ciències socials i psicologia, ciències de la vida i ciències naturals, matemàtiques, ciències de l'esport i formació del professorat.

### Facultats i centres

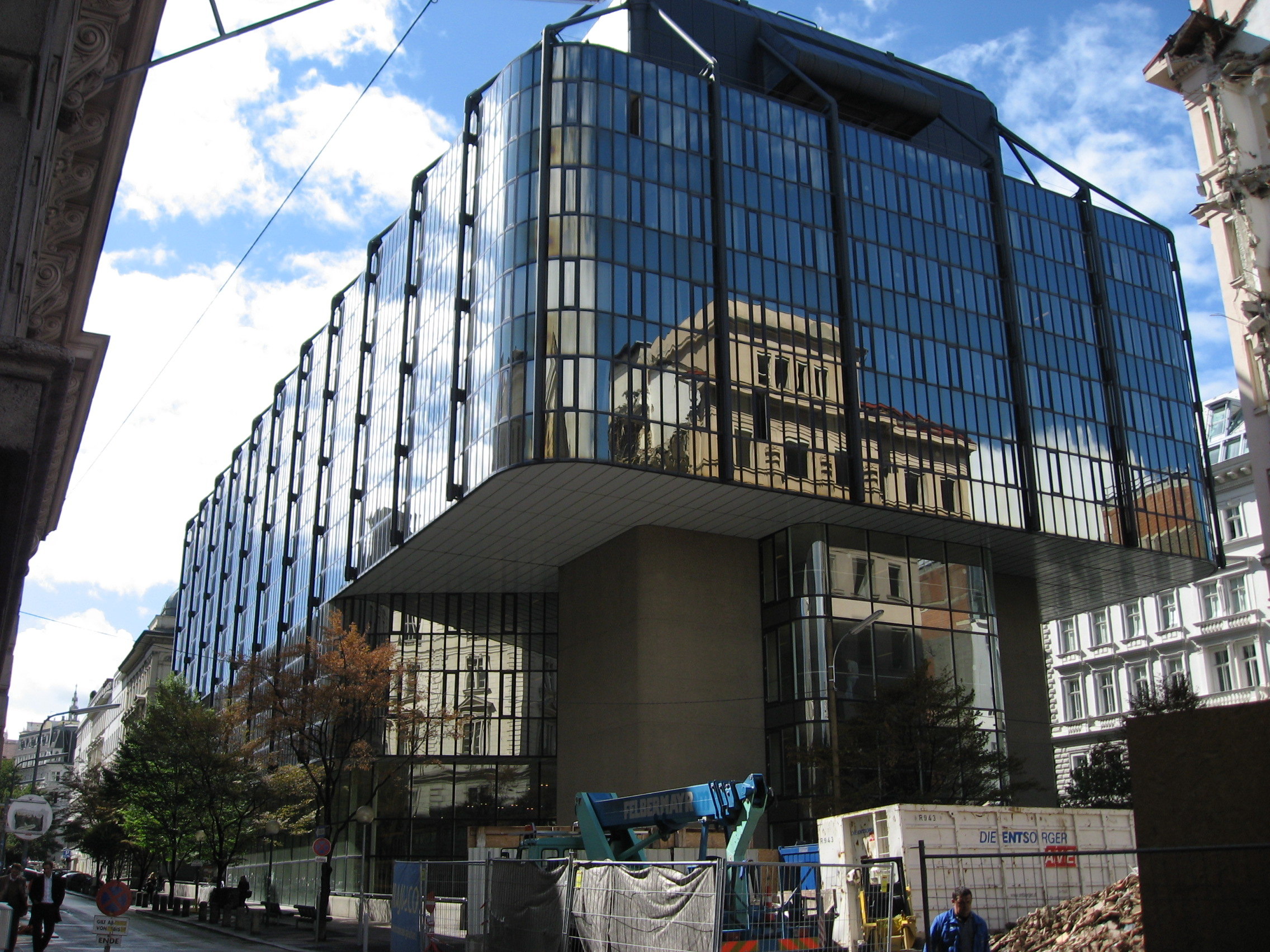
Facultat de Dret

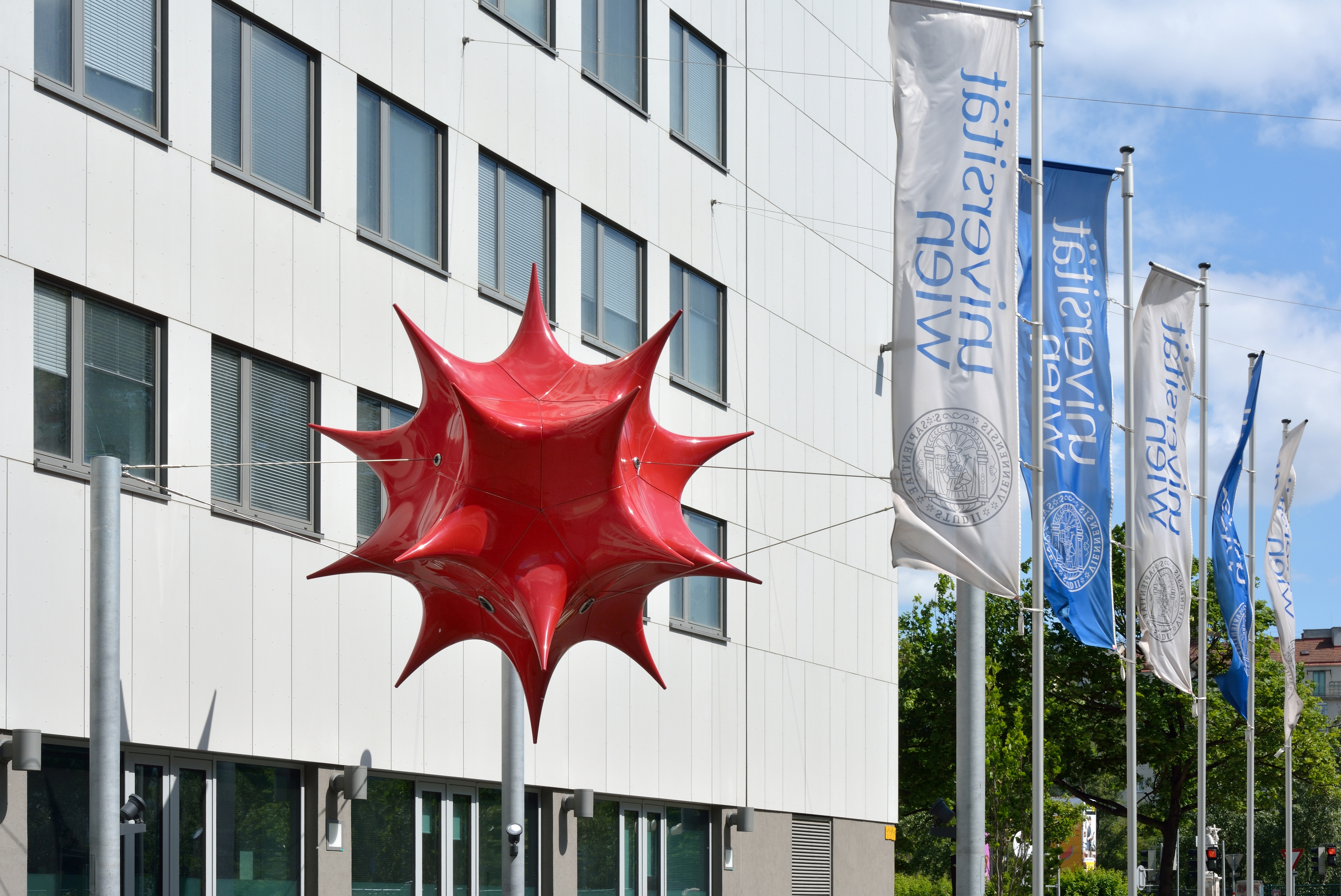
Facultat de Matemàtiques

La Universitat de Viena està subdividida en 15 facultats i cinc centres. Les facultats són responsables de la investigació i la docència, mentre que els centres compleixen tasques específiques per a la universitat o serveixen principalment com a investigació o com a organismes docentes.
- Facultat de Teologia Catòlica
- Facultat de Teologia Protestant
- Facultat de Dret (en alemany)
- Facultat d'Empreses, Economia i Estadística
- Facultat d'Informàtica
- Facultat d'Estudis Històrics i Culturals
- Facultat d'Estudis Filològics i Culturals
- Facultat de Filosofia i Educació
- Facultat de Psicologia
- Facultat de Ciències Socials
- Facultat de Matemàtiques
- Facultat de Física
- Facultat de Química
- Facultat de Ciències de la Terra, Geografia i Astronomia
- Facultat de Ciències de la Vida
- Centre d'Estudis en Traducció
- Centre de Ciències de l'Esport i Esports Universitaris
- Centre de Biologia Molecular
- Centre de Microbiologia i Ciència de Sistemes Ambientals
- Centre d'Educació del Professorat

## Personalitats destacades
Cal destacar que des que es va fundar la Universitat de Viena, s'han concedit 16 premis Nobel a científics que prèviament van estudiar, investigar o impartir-hi docència.

### Premis Nobel
- Robert Bárány,	metge. Premi Nobel de Medicina (1914)[21]
- Richard Adolf Zsigmondy, químic. Premi Nobel de Química (1925)[22]
- Julius Wagner-Jauregg, neuròleg i psiquiatre. Premi Nobel de Medicina	(1927)[23]
- Hans Fischer, metge i químic. Premi Nobel de Química (1930)[24]
- Karl Landsteiner, patòleg. Premi Nobel de Medicina	(1930)[25]
- Erwin Schrödinger, físic. Premi Nobel de Física (1933)[26]
- Otto Loewi, metge. Premi Nobel de Medicina (1936)[27]
- Victor Franz Hess, físic. Premi Nobel de Física (1936)[28]
- Richard Kuhn, químic. Premi Nobel de Química (1938)[29]
- Max Ferdinand Perutz, químic. Premi Nobel de Química (1962)[30]
- Karl von Frisch, etòleg. Premi Nobel de Medicina (1973)[31]
- Konrad Lorenz, etòleg. Premi Nobel de Medicina	(1973)[31]
- Friedrich August von Hayek, economista, considerat el pare del neoliberalisme. Premi Nobel d'Economia (1974)[32]
- Elias Canetti, escriptor i pensador. Premi Nobel de Literatura (1981)[33]
- Elfriede Jelinek, escriptora i dramaturga. Premi Nobel de Literatura (2004)[34]
- Anton Zeilinger, físic teòric. Premi Nobel de Física (2022)[35]

### Professors
Categoria principal: Professors de la Universitat de Viena
La Universitat de Viena va ser el bressol de l'Escola Austríaca d'Economia, pel que els fundadors d'aquesta escola van estudiar i després impartir-hi docència. Altres docents que hi han impartit classe són:
- Pius II (Enea Silvio Piccolomini) (1405-1464), Papa de l'Església Catòlica Romana entre 1458 i 1464.
- Conrad Celtes (1459-1508), humanista i poeta.
- Adam František Kollár (1718–1783), jurista eslovac.
- Joseph von Sonnenfels (1732-1817), jurista i novelista.
- Karl von Rokitansky (1804-1878), metge, patòleg, humanista, filòsof i polític liberal.
- Franz Miklosich (1813-1891), filòleg eslovè.
- Ludwig Karl Schmarda (1819-1908), zoòleg i explorador.
- August Schleicher (1821-1868), lingüista alemany.
- Johann Josef Loschmidt (1821-1895), físic i químic. Fou el primer en donar la primera estimació del nombre d'Avogadro.
- Anton Bruckner (1824-1896), compositor i organista.
- Eduard Hanslick (1825-1904), musicòleg.
- Theodor Billroth (1829-1894), cirurgià i músic amater. Considerat el pare de la cirurgia abdominal.
- Josef Stefan (1835-1893), físic, matemàtic i poeta d'origen eslovè.
- Franz Brentano (1838-1917), filòsof, psicòleg i sacerdot catòlic.
- Carl Menger (1840-1921), economista i advocat. Fundador de l'Escola Austríaca d'Economia.
- Ludwig Boltzmann (1844-1906), físic i filòsof. Va fer contribucions importants a la teoria de la mecànica estadística, com la constant de Boltzmann.
- Karl Samuel Grünhut (1844-1929), jurista d'origen hongarès.
- Rudolf von Scherer (1845-1918), professor de dret religiós.
- Johann Palisa (1848-1925), astrònom. Descobridor prolífic d'asteroides.
- Eugen Ritter von Böhm-Bawerk (1851-1914), economista. Fundador de l'Escola Austríaca d'Economia.
- Friedrich von Wieser (1851-1926), economista i sociòleg. Fundador de l'Escola Austríaca d'Economia.
- Sigmund Freud (1856-1939), neuròleg. Inventor de la psicoanàlisi i Premi Goethe (1930)
- Carl Auer von Welsbach (1858-1929), químic i inventor, entre altres coses, de la camisa incandescent.
- Leon Kellner (1859-1928), lexicògraf, gramàtic anglès.
- Edmund Hauler (1859-1941), filòleg clàssic.
- Elise Richter (1865-1943), filòloga, especialista en Filologia romànica. Primera dona en obtenir l'habilitació a la Universitat de Viena el 1905.[36]
- Hans Kelsen (1881-1973), jurista, filòsof, professor i polític.
- Ludwig von Mises (1881-1973), economista i filòsof social. Considerat el degà de l'Escola Austríaca d'Economia.
- Moritz Schlick (1882-1936), filòsof alemany. Un dels fundadors del positivisme lògic i del Cercle de Viena.
- Otto Neurath (1882-1945), filòsof, sociòleg i economista polític. Una de les figures més importants del Cercle de Viena.
- Joseph Schumpeter (1883-1950), economista. Ministre de Finances d'Àustria entre 1919 i 1920.[37]
- Wilhelm Winkler (1884-1984), estadístic.
- Hans Thirring (1888-1976), físic teòric. Guanyador del premi Haitinger de l'Acadèmia Austríaca de Ciències (1920)
- Rudolf Carnap (1891-1970), filòsof. Membre destacats del cercle de Viena, i destacat defensor del positivisme lògic.
- Leopold Vietoris (1891-2002), matemàtic. Conegut pels treballs sobre topologia.
- Oskar Morgenstern (1902-1977), economista. Fundador, juntament amb John von Neumann, de la Teoria dels jocs.
- Karl Popper (1902-1994), filòsof i sociòleg. Fou professor de matemàtiques i física.
- Theodor Adorno (1903–1969), un dels representants més importants de l'Escola de Frankfurt.
- Viktor Frankl (1905-1997), neuròleg, psiquiatre i filòsof. Creador de la logoteràpia.
- Walter Thirring (1927-2014), físic. El model de Thirring en la Teoria quàntica de camps porta el seu nom.
- Walter G. Url (1929-2021), cièntífic i acadèmic.[38]
- Celile Celil (1936-), historiador i escriptor armeni d'origen yazidí-kurd.
- Manfred Bietak (1940-), arqueòleg. Professor emèrit d'Egiptologia.
- Peter Schuster (1941-), químic teòric. Professor emèrit.[39]
- Alexander Van der Bellen (1944-), economista i polític. President d'Àustria des del 2017.
- Ulrich Brand (1967-), politicòleg. Professor de Política Internacional.[40]
- Adrian Constantin (1970-), matemàtic d'origen romanès. Investigador en el camp de les equacions diferencials en derivades parcials.[41]

### Alumnes
Categoria principal: Alumnes de la Universitat de Viena
Alguns dels estudiants més coneguts de la universitat inclouen: Kurt Adler, Franz Alt, Wilhelm Altar, Maria Anwander, Napoleon Baniewicz, Bruno Bettelheim, Rudolf Bing, Lucian Blaga, Hedda Bolgar, Michael Brainin, Josef Breuer, F. F. Bruce, Elias Canetti, Ivan Cankar, Otto Maria Carpeaux, Friedrich Cerha, Felix Ehrenhaft, Olga Ehrenhaft-Steindler, Mihai Eminescu, Stephen Ferguson, Paul Feyerabend, Heinz Fischer, O. W. Fischer, Ivan Franko, Adolf Albrecht Friedländer, Alcide De Gasperi, Hilda Geiringer, Kurt Gödel, Ernst Gombrich, Franz Grillparzer, Karina Grömer, Werner Gruber, Karl Samuel Grünhut, Pamela Gutman, Hans Hahn, Jörg Haider, Friedrich Hayek, Leo-Ferdinand Henckel von Donnersmarck, Theodor Herzl, Anneliese Hitzenberger, Hugo von Hofmannsthal, Edmund Husserl, Marie Jahoda, Max Jammer, Elfriede Jelinek, Percy Julian, Karl Kautsky, Elisabeth Kehrer, Leon Kellner, Hans Kelsen, Hryhoriy Khomyshyn, Jan Kickert, Rudolf Kirchschläger, Arthur Koestler, Jernej Kopitar, Karl Kordesch, Arnold Krammer, Karl Kraus, Bruno Kreisky, Richard Kuhn, Hermann Feodor Kvergić, Paul Lazarsfeld, Ignacy Łukasiewicz, Gustav Mahler, Tomáš Garrigue Masaryk, Lise Meitner, Gregor Mendel, Karl Menger, Franz Mesmer, Egon Orowan, Franz Miklosich, Alois Mock, Wolf-Dieter Montag, Matija Murko, Paul Niel, Joachim Oppenheim,Eduard Pernkopf, Anton Piëch, Ioan Nicolidi of Pindus, Hans Popper, Otto Preminger, Wilhelm Reich, Peter Safar, Monika Salzer, Mordecai Sandberg, Mordkhe Schaechter, Karl Schenkl, Max Schloessinger, Marianne Schmidl, Andreas Schnider, Arthur Schnitzler, Albin Schram, Joseph Schumpeter, Wolfgang Schüssel, John J. Shea, Jr., Mihalj Šilobod Bolšić, Maria Simon, Felix Somary, Marian Smoluchowski, Adalbert Stifter, Countess Stoeffel, Olga Taussky-Todd, Yemima Tchernovitz-Avidar, Eric Voegelin, Kurt Waldheim, Calvin Edouard Ward, Otto Weininger, Slavko Wolf, Eduard Zirm, Stefan Zweig, i Huldrych Zwingli.